# Франсуа Кушпен
Франсуа Кушпен (фр. François Couchepin; 19 січня 1935, Мартіньї — 23 лютого 2023) — швейцарський юрист і політик. Він був федеральним канцлером з 1991 по 1999 рік.

## Життєпис
Син федерального судді Луї Кушпена та двоюрідний брат федерального радника Паскаля Кушпена вивчав право в Лозанському університеті. У 1957 році він закінчив ліцензіат, а через два роки отримав патенти юриста та нотаріуса в кантоні Вале.
З 1964 по 1980 рік він керував власною юридичною практикою в Мартіньї. У 1965 році Кушпен був обраний до Великої ради кантону Вале і був його членом до 1980 року, кілька років президентом ліберальної групи. У 1975 році він без успіху балотувався на виборах до Ради держав. Він також був заступником секретаря Швейцарської асоціації Ради європейських муніципалітетів та регіонів.
У 1980 р. Кушпен приєднався до Федеральної канцелярії Швейцарії на посаді керівника французького відділу центральних мовних служб. Наступного року Федеральна рада призначила його віцеканцлером. По службі він був членом Генерального штабу оборони. Він також очолив робочу групу з перегляду федерального закону про політичні права і був призначений тимчасовим у 1990 році спеціальним представником у справах про захист держави у зв'язку з вирішенням скандалу Фічен. Після того, як канцлер Вальтер Буссер оголосив про відставку в 1991 році, на його посаду було четверо офіційних кандидатів. Окрім Кушпена, це були Ахіл Казанова (CVP), Макс Фрідлі (SVP) та Курт Нусплігер (SP). Нарешті, Кушпен був обраний Федеральним збором у шостому голосуванні.
Під час перебування на посаді Кушпена було кілька організаційних змін. Федеральний офіцер із захисту даних був призначений до федеральної канцелярії, натомість Федеральний центр друку та матеріалів був підпорядкований Федеральному управлінню з питань будівель та логістики Департаменту фінансів. Кушпен керував всебічною комп'ютеризацією федеральної адміністрації, яка також включала розробку баз даних та вебсайтів. У рамках миротворчої діяльності на Балканах Федеральна канцелярія здійснювала нагляд за виборами в Боснії та Герцеговині та Косові з 1996 року. Досягнувши пенсійного віку, Кушпен пішов у відставку наприкінці 1999 року.
У 2002 році він взяв участь у 50-й конференції Більдерберзької групи в Шантіллі, штат Вірджинія.